# .mq
.mq je internetová národní doména nejvyššího řádu pro Martinik (podle ISO 3166-2:MQ).